# مارك وليامز (لاعب كرة قدم أيرلندي شمالي)
مارك وليامز (بالإنجليزية: Mark Williams)‏ (28 سبتمبر 1973 في المملكة المتحدة - ) هو لاعب كرة قدم أيرلندي شمالي في مركز الدفاع. شارك مع منتخب أيرلندا الشمالية لكرة القدم. أما مع النوادي، فقد لعب مع روشدين ودايموندز وستوك سيتي وشروزبري تاون وكولومبوس كرو وميلتون كينز دونز ونادي تشيسترفيلد ونادي نيوتاون ونادي واتفورد ونادي ويمبلدون.

## مسيرته الكروية
لعب مارك وليامز خلال مسيرته الاحترافية مع 8 أندية في سبعة عشر موسمًا وسجل خلالها 25 هدفًا ضمن 404 مباراة. ولم يفز بأي موسم بالكأس أو بالدوري.
خاض مارك وليامز مسيرته مع نادي شروزبري تاون في موسم 1991–92 ليلعب معه أربعة مواسم، مشاركًا في 102 مباراة سجل خلالها 3 أهداف. ثم انتقل إلى نادي تشيسترفيلد في موسم 1995–96 ليلعب معه أربعة مواسم، حيث شارك في 168 مباراة سجل خلالها 12 هدفًا. لينتقل بعدها إلى نادي واتفورد في موسم 1999–00 لمدة موسم واحد، مشاركًا في 22 مباراة سجل خلالها هدفًا واحدًا. ثم انتقل إلى نادي ويمبلدون في موسم 2000–01 في المرة الأولى واستمر معه طيلة ثلاثة مواسم ثم في موسم 2003–04 لمدة موسم واحد، مشاركًا طوالها في 81 مباراة سجل خلالها 9 أهداف. هذا وانتقل لاحقًا إلى نادي ستوك سيتي في موسم 2002–03 لمدة موسم واحد، مشاركًا في 6 مباريات ولم يسجل أي هدف. ثم انتقل بعدها إلى نادي كولومبوس كرو ما بين عامي 2003 و2004 لمدة موسم واحد، مشاركًا في 5 مباريات ولم يسجل أي هدف أيضًا. ليعود وينتقل من جديد، لكن هذه المرة إلى نادي روشدين ودايموندز في موسم 2004–05 لمدة موسم واحد، مشاركًا في 7 مباريات ولم يسجل أي هدف أيضًا.

## وصلات خارجية
- مارك وليامز على موقع الدوري الأمريكي (الإنجليزية)
- مارك وليامز على موقع قاعدة بيانات كرة القدم.إي يو (الإنجليزية)
- مارك وليامز على موقع ناشيونال فوتبول تيمز (الإنجليزية)
- مارك وليامز على موقع Soccerbase.com (لاعب) (الإنجليزية)
- مارك وليامز على موقع عالم كرة القدم.نت (الإنجليزية)